# Beth Shapirová
Beth Shapirová (* 14. ledna 1976 Allentown, Pensylvánie) je americká evoluční bioložka, profesorka na Kalifornské univerzitě v Santa Cruz. Narodila se v Allentownu ve státě Pensylvánie a vyrůstala v georgijském městě Rome. V roce 1999 absolvovala Georgijskou univerzitu, kde získala tituly Bachelor of Arts a Master of Arts v oblasti ekologie. V témže roce získala Rhodesovo stipendium a následně na Oxfordské univerzitě obdržela titul Doctor of Philosophy. Její práce se soustřeďuje především na analýzu archaické DNA, ve svých pracích se zaměřila například na výzkum dronta mauricijského nebo bizona pravěkého. Její výzkumy byly zveřejněny ve významných periodicích, jako Molecular Biology and Evolution, PLOS Biology, Science a Nature.